# Camila Loboguerrero
María Camila Loboguerrero (Bogotá, 3 de septiembre de 1941-Bogotá, 21 de junio de 2025) fue una directora, guionista y montajista de cine colombiana. Fue la primera mujer en Colombia en incursionar en el cine como directora de largometrajes.

## Biografía
Nació en Bogotá, inició sus estudios de bellas artes en la Universidad de los Andes de Bogotá para más tarde viajar a París donde estudiaría historia del arte en La Sorbona de Francia, allí conocería personalidades del cine de ese país interesándose por la actividad cinematográfica que la llevaría a realizar una licenciatura en cinematografía en la Universidad de Vincennes de Francia, más tarde realizaría unas especializaciones en dirección de cine, cine educativo y cine antropológico y documental en París. 
En 1971, Camila volvería a Colombia y tras superar algunas dificultades realizaría su primer largometraje de ficción, Con su música a otra parte, 1984, con el apoyo de la hoy desaparecida entidad estatal FOCINE. En 1990 realizaría su segundo largometraje titulado María Cano sobre la primera mujer que se desempeñó como líder política en Colombia. Camila Loboguerrero desarrolló durante los años noventa una gran variedad de documentales, cortometrajes y mediometrajes que han sido premiados en diferentes festivales. En 2001 se desempeñó como directora de arte y productora de la película Los niños invisibles de Lisandro Duque.
Tras una larga ausencia en la dirección de largometrajes debido en parte a la falta de apoyo para los realizadores tras el cierre de FOCINE Camila retoma esta actividad gracias a la ley de cine aprobada en 2003 y rodó el largometraje Nochebuena con el apoyo del fondo cinematográfico. La película fue estrenada en diciembre de 2008.

## Filmografía

### Largometrajes
- Nochebuena (2007)
- María Cano (1990)
- Con su música a otra parte (1984)

### Mediometrajes
- Vida de perros (1986)
- Póngale color (1985)

### Cortometrajes
- Ya soy rosca (1979)
- Soledad de paseo (1978)
- Rego un leon 1977

### Documentales
- José Joaquín Barrero (1972)
- Llano y contaminación (1973)